# ATC kód D03
ATC kód D03 Preparáty k léčení ran a vředů je hlavní terapeutická skupina anatomické skupiny D. Dermatologika.

## D03A Léčiva podporující zajizvení

### D03AX Jiná léčiva podporující zajizvení
D03AX03 Dexpantenol
D03AX04 Kalcium pantotenicum

## D03B Enzymy

### D03BA Proteolytické enzymy
D03BA52 Klostridiopeptidáza, kombinace (kolagenáza)

## Poznámka
- Registrované léčivé přípravky na území České republiky.
- Informační zdroj: Státní ústav pro kontrolu léčiv, Všeobecná zdravotní pojišťovna.